# Reichstag (Confederazione Tedesca del Nord)

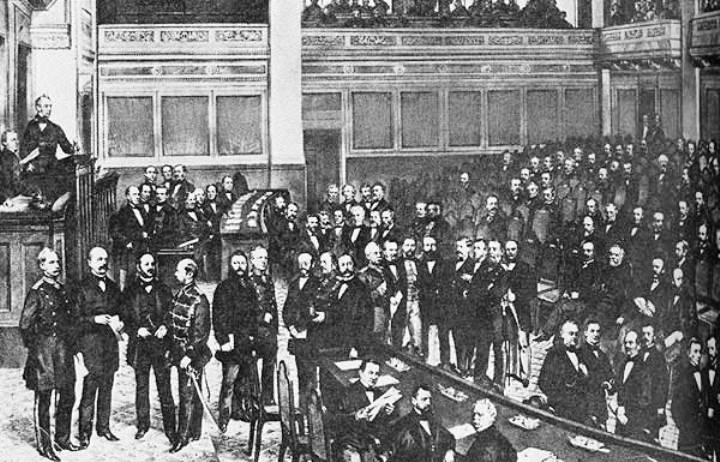
Incontro inaugurale del Reichstag, 24 febbraio 1867

Il Reichstag fu il parlamento della Confederazione Tedesca del Nord (in tedesco: Norddeutscher Bund), fondata dopo la guerra austro-prussiana del 1866. Esistette sino all'istituzione dell'Impero tedesco nel 1871. Le sue sessioni parlamentari si svolgevano nella stessa sede della camera alta del Landtag prussiano, la Herrenhaus, al numero 3 di Leipziger Straße a Berlino. Lo stesso edificio è ora sede del Bundesrat della Repubblica federale di Germania.

## Fondazione
Seguendo il progetto di costituzione del 1860 di Otto von Bismarck, basato su una bozza di Lothar Bucher, il Reichstag fu il parlamento della Confederazione Tedesca del Nord. Venne specificatamente progettato per controbilanciare la monarchia e gli interessi particolari. Mentre esso era significativamente più debole rispetto ad altre istituzioni federali, in base alla costituzione possedeva poteri significativi. Contrariamente alle diete della maggior parte degli Stati membri delle confederazione, non era eletto su base censitaria (in tedesco: Zensuswahlrecht), ma secondo un suffragio universale per tutti i maschi di età superiore ai 25 anni.

## Elezioni del febbraio 1867
Un parlamento costituente venne eletto con suffragio universale maschile il 12 febbraio 1867. La confederazione venne suddivisa in 297 circoscrizioni elettorali, ognuna delle quali eleggeva un deputato attraverso elezioni a maggioranza assoluta. Se nessun candidato avesse raggiunto la maggioranza assoluta al primo turno, si sarebbe svolto un ballottaggio tra i due candidati. Nonostante i considerevoli dubbi, soprattutto nei territori prussiani annessi nel 1866, non si verificarono boicottaggi nelle elezioni. L'affluenza alle urne del 65% era significativamente più alta rispetto alle precedenti elezioni del Landtag prussiano. Il governo cercò di influenzare le elezioni, ma comunque i risultati rifletterono l'umore della popolazione. La maggioranza era formata dal partito Nazionale Liberale, dal partito Progressista e dai liberal-conservatori Liberi Conservatori (in tedesco: Freikonservativen), insieme ad alcuni parlamentari di mentalità maggiormente liberale. Insieme il blocco ottenne 180 dei 297 seggi, formando un forte gruppo di potenziale supporto per le politiche di Bismarck. L'opposizione era composta dai 63 vecchi conservatori, da 13 deputati polacchi, 18 particolaristi e 19 membri del partito Progressista. Il partito Popolare Sassone, di orientamento anti-prussiano e democratico, era rappresentato da August Bebel e Reinhold Schraps.

## Composizione
Eduard von Simson, che fu presidente del Parlamento di Francoforte e in seguito del Reichstag dell'Impero tedesco, divenne presidente del Reichstag (in tedesco: Reichstagspräsident). August Bebel in seguito scrisse nelle sue memorie che l'élite dei luminari politici e parlamentari della Germania del nord venne riunita in parlamento. Essi includevano: Rudolf von Bennigsen, Karl Braun of Hessen-Nassau, Hermann Heinrich Becker, Maximilian Franz August von Forckenbeck, Gustav Freytag, Rudolf von Gneist, Eduard Lasker, Johannes von Miquel, Gottlieb Planck, Eugen Richter, Eduard von Simson, Maximilian von Schwerin-Putzar, Franz Hermann Schulze-Delitzsch, Karl Twesten, Hans Victor von Unruh, Franz Leo Benedikt Waldeck,[Moritz Wiggers and Julius Wiggers, Ludwig Windthorst, Hermann von Mallinckrodt, Georg von Vincke, Hermann Wagener, and Mayer Carl von Rothschild. Inoltre erano presenti generali selezionati per i loro meriti nella guerra austro-prussiana del 1866: Eduard Vogel von Falckenstein e Karl Friedrich von Steinmetz.
Babel inoltre descrisse Bismarck come un oratore carismatico e concluse il suo diario con un'affermazioni probabilmente condivisa dalla maggior parte dei membri del Reichstag: Il tempo dell'idealismo è finito. I politici devono chiedersi, oggi più che mai, cosa è realizzabile più di cosa è desiderabile.

## La fine del parlamento
In connessione con la conclusione della guerra franco-prussiana del 1870, il Reichstag votò l'ingresso nella confederazione degli Stati di Baden, Assia, Baviera e Württemberg. Su proposta del Consiglio federale e con il consenso del Reichstag, la confederazione venne rinominata Deutsches Reich il 9 dicembre 1870. Il Reichstag della Confederazione Tedesca del Nord venne quindi sostituito dal Reichstag dell'Impero tedesco, con nuove elezioni indette per il 3 marzo 1871.